# أولا نيلسون
أولا نيلسون (بالسويدية: Ola Nilsson)‏ هو لاعب كرة قدم سويدي في مركز الدفاع، ولد في 22 أغسطس 1973. لعب مع نادي هلسينغبورغ.

## وصلات خارجية
- أولا نيلسون على موقع اتحاد السويد (السويدية)
- أولا نيلسون على موقع قاعدة بيانات كرة القدم.إي يو (الإنجليزية)